# David Gobel

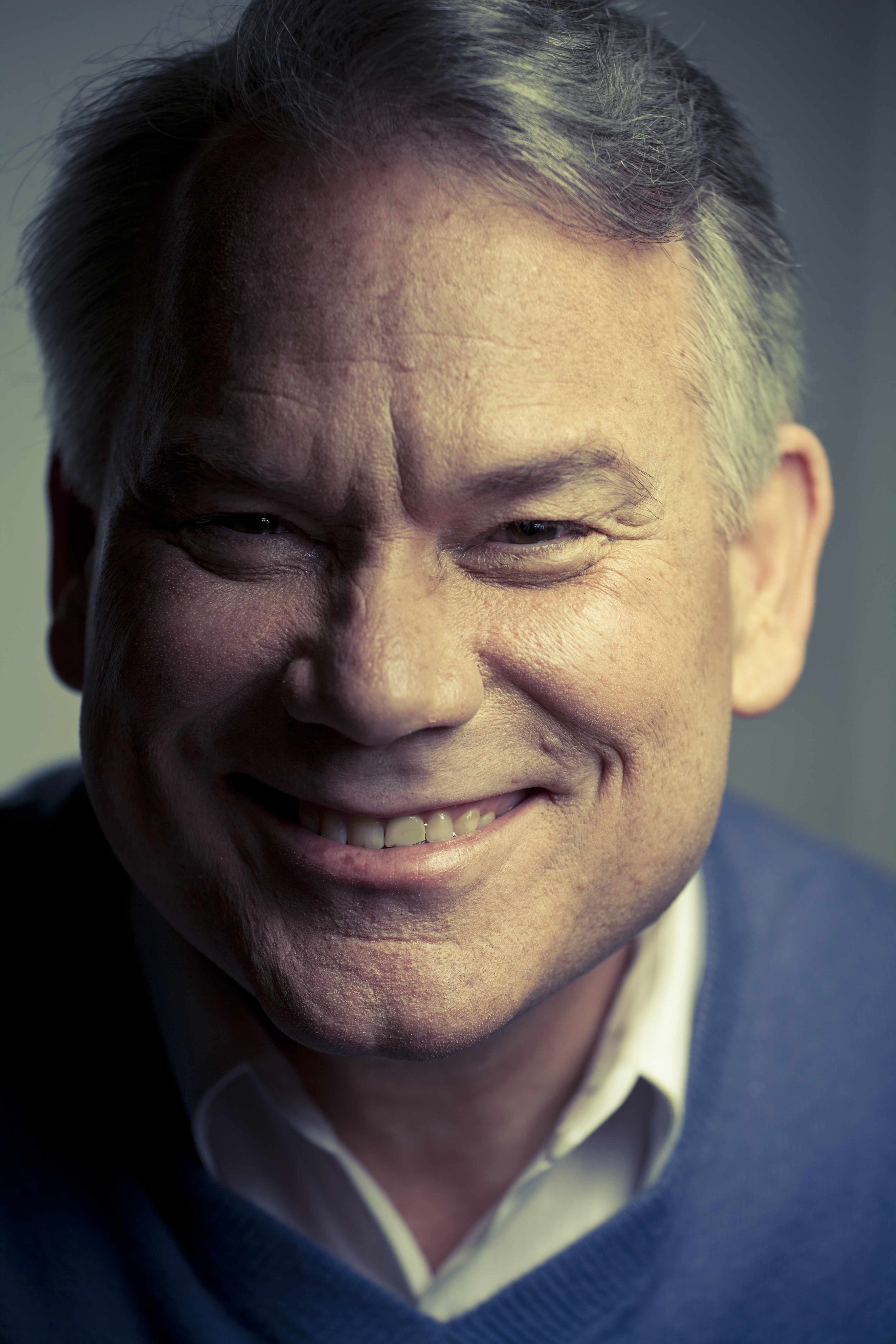
Dave Gobel

David Gobel, född 1952, Baltimore, Maryland, är en amerikansk filantrop, entreprenör, uppfinnare och futurist. Han är en av grundarna av och VD för Methuselah Foundation, och bland de första att offentligt främja idén om Longevity escape velocity.